# جورج أوغدن أيبل
جورج أوغدن أيبل (بالإنجليزية: George O. Abell)‏، (وُلد في 27 مارس 1927 وتوفي في 7 أكتوبر 1983). درَّس في جامعة كاليفورنيا في لوس أنجلوس. كان باحثًا وعالم فلك، ومديرًا، وعمل أيضًا على نشر وتعميم العلوم والتعليم، وكان شكوكيًا وناقدًا للخرافات. حصل أيبل على شهادة البكالوريوس عام 1951، وشهادة الماجستير عام 1952، وشهادة الدكتوراه عام 1957. حصل على كل هذه الشهادات من معهد كاليفورنيا للتقنية. كان يدرس الدكتوراه تحت إشراف عالم الفلك «دونالد أوستربروك». بدأ عمله الفلكي باعتباره مرشدًا سياحيًا بمرصد «غريفيث» الفلكي في لوس أنجلوس. أضاف أيبل العديد من الإسهامات لنشر علم الفلك والتي كانت نتاج عمله بـ«مشروع مسح السماء بمرصد بالومار الفلكي المُمول بواسطة جمعية ناشيونال جيوغرافيك»، خاصةً فيما يتعلق بعناقيد المجرات، والسدم الكوكبية. سمُيت مجرة، وكويكب، ومذنب دوري، ومرصد فلكي تيمنًا باسمه. لم ينحصر عمله التدريسي على جامعة كاليفورنيا فحسب، إذ شارك في برنامج العلوم الصيفي الموجه لطلاب المدارس الثانوية، بالإضافة إلى اشتراكه في برامج تلفزيونية تعليمية. لم يكن أيبل يُدرّس الناس العلوم فحسب، بل كان أيضًا يعلمهم وينبههم عن العلوم الكاذبة. وكان أيبل عضوًا فعالًا في «لجنة التحقيق العلمي في مزاعم الخوارق»، والتي تعرف الآن بلجنة التحقق من الشك.

## مطلع حياته
وُلد جورج أوغدن أيبل في مدينة لوس أنجلوس بولاية كاليفورنيا الأمريكية يوم 27 مارس عام 1927، لـ«ثيودور س. آبيل» و«آناماري أوغدن آبيل». وُلد ثيودور أيبل بمدينة واتربوري بولاية كونيتيكت عام 1890، وكان كاهنًا مسيحيًا مُوحدًا ومن الأعضاء الأصليين لجمعية هوليوود الإنسانية. وُلدت «آناماري» في مدينة كانساس سيتي بولاية ميزوري عام 1896، ودرست لتكون أمينة مكتبة، ثم عملت لبعض الوقت بهذه المهنة لتعمل بالنهاية في الخدمة الاجتماعية. سُمي «جورج أوغدن آبيل» على اسم خاله «جورج أوغدن».
تطلق «ثيودور» و«آناماري» عندما كان أيبل يبلغ من العمر ست سنوات. ذهبت آناماري وابنها الصغير ليعيشا مع والدها وأخيها «جورج أوغدن»، الذي كان يؤلف روايات عن الغرب الأمريكي القديم. حافظ ثيودور على علاقة منتظمة مع ابنه، وكان يأخذه لزيارة العديد من المتاحف، ولزيارة مرصد «غريفيث» الفلكي، والقبة الفلكية «البلانتاريوم» عندما كان يبلغ من العمر ثماني سنوات بمجرد افتتاحها. شجع هذا أيبل على القراءة والاطلاع في مجال علم الفلك. درس أيبل بمدرسة «فان نويس» الثانوية حيث أتم كل مقرراته الدراسية في العلوم والرياضيات.
عمل أيبل في شبابه بكثير من وظائف الدوام الجزئي، فعمل في توصيل الجرائد والبريد، وعمل في صالات البولينغ، والمطاعم، ومحلات البقالة، واشتغل أيضًا في أعمال الصيانة المنزلية.

## الخدمة العسكرية
التحق أيبل بسلاح الجو الأمريكي بعد تخرجه من المدرسة الثانوية عام 1945 في أواخر أيام الحرب العالمية الثانية. تأهل أيبل ليكون طيارًا، أو ملاحًا، أو مدفعيًا بعد اجتيازه الاختبارات، ولكن انتهت الحرب وأُغلقت هذه المدارس قبل أن يبدأ تدريبه فيها.
وبدلًا من ذلك، ذهب أيبل إلى مدرسة الطقس في قاعدة شانوت الجوية بولاية إلينوي. وبعدها خُيِّر أيبل ليدرس في مدرسة الأرصاد الجوية بشرط أن يصبح ضابطًا في الجيش ويخدم فيه لفترة أطول. ولكن رأى أيبل أن إنهاء خدمته العسكرية بسرعة سيكون أمرًا مُحبذًا، خاصةً بعد انتهاء الحرب، ولهذا اختار أيبل أن يضيع فرصة الالتحاق بهذه المدرسة، وعليه أُرسل إلى اليابان حيث عمل راصدًا جويًا بسلاح الجو لمدة 6 شهور قبل أن تُنهى خدمته بعض قضاء 18 شهرًا في الخدمة العسكرية.

## التعليم
عاد أيبل إلى لوس أنجلوس بعدما ترك سلاح الجو الأمريكي وعمل في محطة وقود أثناء انتظاره ليبدأ تعليمه في معهد كاليفورنيا للتقنية (كالتيك). درس أيبل الفيزياء أثناء دراسته بالسنة الأولى في كالتيك، ولكن افتتحت كالتيك قسمًا لعلم الفلك في السنة التالية، وباعتباره طالبًا بالسنة الثانية من دراسته الجامعية، تمكن أيبل من تحويل تخصصه الدراسي إلى علم الفلك. عاش أيبل في منزل «فليمنغ» التابع لكالتيك أثناء فترة دراسته بالمعهد وانضم إلى فريق البولينغ. اشترك أيبل أيضًا في نادي الدراما، وكان رئيسًا لهذا النادي لمدة عام. كان يكتب أيضًا عمودًا للموسيقى في جريدة كالتيك الأسبوعية، وعمل مرشدًا بمرصد «غريفيث» الفلكي أثناء فترة دراسته قبل أن يتخرج.
حصل أيبل على درجة بكالريوس العلوم في تخصص علم الفلك عام 1951. واستمر بعدها في كالتيك لإتمام دراساته العليا في علم الفلك. حصل أيبل على درجة الماجستير في العلوم عام 1952، والدكتوراه عام 1957. وكان أول طالب دكتوراه لدى عالم الفلك «دونالد أوستربروك». عمل أيبل محاضرًا بمرصد «غريفيث» أثناء فترة دراساته العليا.

## حياته المهنية

### مشروع مسح السماء بمرصد «بالومار»
كانت أول وظيفة احترافية في مجال علم الفلك حصل عليها باعتباره خريج كالتيك هي عندما كان مراقبًا بمشروع مسح السماء بمرصد «بالومار» الفلكي، الممُول بواسطة «ناشيونال جيوغرافيك»، وأنجز أيبل العديد من الإنجازات العلمية خلال هذه الفترة مثل:
- وضع فهرس آبيل المتكون من 2712 عنقودًا للمجرات، وهو إسهامًا فعالًا في مجال علم الكونيات القائم على الرصد.[3][5]

- إيجاد عناقيد الدرجة الثانية من عناقيد المجرات، وهو ما يدحض النموذج الهرمي الذي وضعه «كارل شارلييه».

- دراسة لمعان العناقيد المجرية، وبيان إمكانية الاستعانة به في تحديد المسافات النسبية.

- إنشاء قائمة لعدد 86 سديمًا كوكبيًا، والتي تضمن «أيبل 39».[6][7]

- إيجاد أن السدم الكوكبية تنشأ من النجوم من نوع العملاق الأحمر، وهذا بالاشتراك مع «بيتر غولدريج» بجامعة كاليفورنيا.

- اكتشاف المذنب الدوري «52ب/هارينغتون-آبيل» بالاشتراك مع «روبرت ج. هارينغتون».[8]

### التدريس

#### جامعة كاليفورنيا في لوس أنجلوس
درّس أيبل في جامعة كاليفورنيا في لوس أنجلوس لمدة 17 عامًا، وكان معروفًا ببراعته في التدريس فيها. آمن أيبل أن تدريس العلوم يرتكز على توضيح كيف ولماذا اُعتبرت الحقائق العلمية بأنها حقائق، وليس على تقديم هذه الحقائق بشكل مجرد، والذي يمكن أن يُذهل المستمع، أو يثير اهتمامه، أو يسليه، ولكنه لن يساهم في تنويره.
تولى أيبل رئاسة قسم الفلك بجامعة كاليفورنيا، لوس أنجلوس لمدة سبع سنوات من عام 1968 إلى عام 1975.

#### برنامج العلوم الصيفي
كان أيبل أستاذًا ومشرفًا في برنامج العلوم الصيفي لطلبة المرحلة الثانوية الموهوبين. درّس أيبل الفيزياء، والرياضيات، والفلك بمستوى جامعي في مدرسة «ثاتشر» بمدينة أوجي بولاية كاليفورنيا. وسعى بعض طلبة البرنامج ليعملوا في وظائف علمية متميزة. كان منهم «إد كروب» الذي شغل منصب مدير مرصد«غريفيث» لفترة طويلة.
وسائل تدريسية أخرى
حاضر «آبيل» في عدة أماكن أخرى، خاصةً في الكليات الصغيرة التي لا يوجد بها قسمًا لعلم الفلك. جاهد أيبل أيضًا في إيصال العلوم وخاصةً علم الفلك إلى الجمهور من خلال المحاضرات العامة.
ألف أيبل العديد من الكتب، منها كتاب «استكشاف الكون»، وهو يعتبر الآن مرجعًا علميًا في العديد من المقررات الدراسية الجامعية الخاصة بعلم الفلك.
ساعد أيبل أيضًا في إنتاج برامج تلفزيونية تعليمية مثل برنامج «مشروع الكون» وبرنامج «فهم الزمان والمكان». وظهر أيبل في بعض من حلقات هذه البرامج بنفسه باعتباره عالم فلك. كان «مشروع الكون» عبارة عن دورة تمهيدية لعلم الفلك مكونة من 30 جزءًا، وظهر فيها «إد كروب» مدير مرصد «غريفيث» الفلكي في لوس أنجلوس. وأنتج «فهم الزمان والمكان» بالاشتراك مع «جوليان شفينجر» والمكون من 16 جزءًا لشرح الميكانيكا السماوية، والنظرية النسبية، وبنية الكون بلغة سهلة وأسلوب بسيط.

### الشكوكية
لم يكن أيبل مدرسًا للعلوم فحسب، إذ تحدث أيضًا عن المواضيع الرائجة التي تفتقر للدليل العلمي، وكان يعمل على كشف زيف علم الأبراج، والعلوم الكاذبة.
اتخذت معارضته لهذه العلوم الزائفة أشكالًا عدة، فكان يعارضها في كتاباته، وفي ظهوره على التلفزيون. وكان أيضًا من المؤسسين المشاركين في «لجنة التحقيق العلمي في مزاعم الخوارق»، والتي تعرف الآن بلجنة التحقق من الشك.
ساهم أيبل أيضًا في مجلة « سكيبتيكال إنكوايرر» التابعة للمنظمة.